# Opopaea berlandi
Opopaea berlandi är en spindelart som först beskrevs av Simon och Fage 1922.  Opopaea berlandi ingår i släktet Opopaea och familjen dansspindlar. Inga underarter finns listade i Catalogue of Life.